# محمدمهدی شیخ‌جباری
محمد مهدی شیخ جباری فیزیک‌دان ایرانی و رئیس سابق پژوهشکده فیزیک پژوهشگاه دانش‌های بنیادی است.
شیخ جباری استاد پژوهشگاه دانشهای بنیادی و در حال حاضر جوانترین عضو پیوسته فرهنگستان علوم ایران است.
او پس از پایان مقطع دکترا در سال ۱۳۷۶، حدود یک سال و نیم در پژوهشگاه دانش‌های بنیادی فعالیت کرده و پس از آن مدت دو سال در تریست ایتالیا و سه سال در دانشگاه استنفورد به تحقیق و فعالیت علمی و آموزشی اشتغال داشته است.

## چهره ماندگار
محمد مهدی شیخ جباری در هفتمین همایش چهره‌های ماندگار به عنوان جوانترین چهره ماندگار انتخاب شد.

## جوایز
- جایزه هرمن وایل در رشته ریاضی فیزیک در بیست و هفتمین دوره کنفرانس علمی دوسالانه روش‌های نظریه گروه‌ها در فیزیک به محمد مهدی شیخ جباری به پاس نقش مهم وی در زمینه درک فیزیک تقارنها اعطا شد.[۱]
- جایزه سالانه مرکز بین‌المللی فیزیک نظری عبدالسلام در سال ۲۰۰۷.[۳]
- برگزیده جایزه علمی علامه طباطبایی بنیاد ملی نخبگان (۱۳۹۰)